# Шепреуш (Арад)
Шепреуш (рум. Șepreuș) насеље је и општина у Румунији у жупанији Арад. Oпштина се налази на надморској висини од 99 m.

## Историја
Шипреуш је у 18. веку био спахилук, са црквом брвнаром посвећеном Св. арханђелима Михаилу и Гаврилу, која је буду дуже неосвећена. Свештеници су били поп Јован Павлов удовац и поп Димитрије Поповић ожењен.
У Шипрешу у православној дрвеној цркви иконостас је осликао Стефан Темецки из Арада.

## Становништво
Према подацима из 2002. године у насељу је живело 2472 становника.

### Попис2002.
| Расподела становништва по националности 2002.‍ | Расподела становништва по националности 2002.‍ | Расподела становништва по националности 2002.‍ | Расподела становништва по националности 2002.‍ | Расподела становништва по националности 2002.‍ |
| --------------------------------------------- | --------------------------------------------- | --------------------------------------------- | --------------------------------------------- | --------------------------------------------- |
|                                               |                                               |                                               |                                               |                                               |
| Румуни                                        | Румуни                                        |                                               | 2.214                                         | 89,7%                                         |
| Мађари                                        | Мађари                                        |                                               | 21                                            | 0,9%                                          |
| Роми                                          | Роми                                          |                                               | 229                                           | 9,3%                                          |
| Немци                                         | Немци                                         |                                               | 5                                             | 0,2%                                          |

### Хронологија
| Година       | 1992 | 1993 | 1994 | 1995 | 1996 | 1997 | 1998 | 1999 | 2000 | 2001 | 2002 | 2003 | 2004 | 2005 | 2006 | 2007 | 2008 | 2009 | 2010 | 2011 | 2012 | 2013 | 2014 | 2015 | 2016 | 2017 |
| ------------ | ---- | ---- | ---- | ---- | ---- | ---- | ---- | ---- | ---- | ---- | ---- | ---- | ---- | ---- | ---- | ---- | ---- | ---- | ---- | ---- | ---- | ---- | ---- | ---- | ---- | ---- |
| Становништво | 2813 | 2757 | 2729 | 2736 | 2789 | 2780 | 2779 | 2769 | 2750 | 2744 | 2758 | 2787 | 2788 | 2822 | 2829 | 2856 | 2865 | 2877 | 2899 | 2918 | 2922 | 2920 | 2921 | 2910 | 2890 | 2875 |